# Лазаревское сельское поселение (Еврейская автономная область)
Лазаревское се́льское поселе́ние — муниципальное образование в Ленинском районе Еврейской автономной области Российской Федерации.
Административный центр — село Лазарево.

## История
Статус и границы сельского поселения установлены Законом Еврейской автономной области от 26 ноября 2003 года № 231-ОЗ «О статусе и границе Ленинского муниципального района»

## Население
| 2010 | 2011  | 2012  | 2013  | 2014  | 2015 | 2016 |
| ---- | ----- | ----- | ----- | ----- | ---- | ---- |
| 1073 | ↘1063 | ↘1036 | ↗1037 | ↘1018 | ↘969 | ↘941 |
| 2017 | 2018  | 2019  | 2020  | 2021  | 2023 |      |
| ↘918 | ↘863  | ↘830  | ↘815  | ↘809  | ↘791 |      |

## Состав сельского поселения
| № | Населённый пункт | Тип населённого пункта       | Население |
| - | ---------------- | ---------------------------- | --------- |
| 1 | Лазарево         | село, административный центр | ↘751      |
| 2 | Унгун            | село                         | ↘322      |